# 4179 Toutatis
4179 Toutatis è un asteroide near-Earth del diametro medio di circa 5,4 km. Scoperto nel 1989, presenta un'orbita caratterizzata da un semiasse maggiore pari a 2,5446715 au e da un'eccentricità di 0,6244535, inclinata di 0,44830° rispetto all'eclittica.
Il nome deriva da Toutatis, divinità della guerra, della fertilità e della ricchezza della mitologia celtica.
Toutatis è correlato con lo sciame meteorico delle Kappa Aquaridi.
Il periodo di rivoluzione di Toutatis intorno al Sole è in risonanza 1:3 con quello di Giove e 1:4 con quello della Terra, il che significa che una volta ogni quattro anni l'asteroide si presenta alla minima distanza con il nostro pianeta. In particolare, il 29 settembre 2004 Toutatis è passato a circa 1,5 milioni di chilometri dalla Terra; non si avvicinava così tanto dal 1353.
Toutatis è stato sorvolato il 13 dicembre 2012 dalla sonda spaziale cinese Chang'e 2, che al momento del massimo avvicinamento ha raggiunto una distanza minima di circa 3,2 km dalla superficie, viaggiando con una velocità di 10,7 km/s.